# Zaphod Beeblebrox
Zaphod Beeblebrox är en litterär figur i Douglas Adams berättelser om Liftarens guide till galaxen. Beeblebrox är en humanoid från en planet i solsystemet Betelgeuse och släkt med Ford Prefect, med vilken han delar tre av sina mammor. Beeblebrox var galaktisk president ett kort tag, med det enda syftet att stjäla skeppet Hjärtat av Guld.
Genom historien i böckerna håller Beeblebrox på och smider stora planer. Hans enda problem är att han inte vet vad de är. Detta beror på att den del av hans hjärna där planerna finns lagrade är blockerad, för att tankeläsare inte ska kunna lista ut vad han planerar. Det faktum att han funderar på en plan som han inte har en aning om vad den är, är bara en av de absurda situationerna i historien.
Han har två huvuden och tre armar. Han föddes med två armar men lät montera dit en tredje för att bli bättre på skidboxning. I TV-serien har man antytt även extra genitala kroppsdelar. Han uppfann den allgalaktiska gurgelbrännaren, en kraftfull alkoholhaltig dryck. Känslan när man dricker den skall vara som att få hjärnan krossad av en guldtacka insvept i citronskivor. Beeblebrox skall även en gång ha formulerat rådet Drick aldrig mer än två allgalaktiska gurgelbrännare, om du inte är en 30-tons elefant med galopperande lunginflammation. Dock klarar han själv, som enda person i universum, av att dricka fler än två under en enda kväll.
"Zaphod Beeblebrox" är även namnet på en nattklubb i Ottawa i Kanada.